# Bugs Bunny y Lola Bunny: Operación zanahorias
Bugs Bunny y Lola Bunny: Operación Zanahorias es un videojuego desarrollado por Velez y Dubail y publicado por Infogrames en 1998 para la Game Boy Color, protagonizado por Bugs Bunny y Lola Bunny.

## Trama
Sam Bigotes, el Pato Lucas, Taz, Marvin el marciano y Elmer Gruñón han robado las zanahorias de Bugs y Lola y las han escondido en diferentes sets en las imediacions del estudio. Bugs y Lola deben atravesar cinco "conjuntos" diferentes para recuperarlos.

## Jugabilidad
En el juego, Bugs y Lola (el jugador puede cambiar entre ellos en cualquier momento) pueden atravesar dos niveles durante el set, recolectando zanahorias. Tanto Bugs como Lola tienen la capacidad de saltar y golpear a los enemigos con un martillo. Bugs es capaz de empujar objetos y cavar bajo tierra, mientras que Lola puede descender lentamente desde las alturas usando su paraguas. Recoger zanahorias permite a Bugs/Lola correr en el aire para ganar más altura con cada salto. Además, otras zanahorias especiales permiten que los conejos vuelen usando sus orejas por un corto tiempo o ganen invencibilidad. Para pasar una etapa, se deben encontrar cuatro piezas de una tablilla. 
El último nivel de cada conjunto ve al jefe del nivel respectivo persiguiendo a Bugs, que debe llegar al final del nivel sin ser víctima de los diversos peligros en el camino. Una vez que se llega al final del nivel, el jefe se enfrentará a Bugs directamente y deberá ser derrotado para poder progresar. Si el jugador recolecta todas las letras "Extra" de Tweety en un nivel, Bugs o Lola pueden jugar un minijuego después de completar el nivel.

## Recepción
El sitio web de agregación de reseñas juegos GameRankings le otorgó una calificación de 76% en base a 3 reseñas. IGN le dio un 8/10. El sitio web de juegos francés Jeuxvideo.com le dio 17/20.